# Hero World Challenge
Le Hero World Challenge est un tournoi de golf organisé par Tiger Woods et ayant lieu chaque année en décembre. Un nombre réduit de golfeurs professionnels sélectionné parmi les mieux classés (18 en 2016) participe à ce tournoi. Les profits de ce tournoi sont versés à la Tiger Woods Foundation.

## Format
Initialement, seuls seize joueurs joueurs participait au tournoi : le champion en titre, les onze meilleurs joueurs au classement mondial, et quatre choisis par la Tiger Woods Foundation. En 2008, le nombre de participants passe à dix-huit. Il inclut désormais les vainqueurs les plus récents des quatre tournois du grand chelem, le Masters, l'Open Américain (US Open), l'Open Britannique (The Open) et le Championnat de la PGA (US PGA). Il comprend également les onze meilleurs joueurs mondiaux, le champion en titre, et deux joueurs sélectionnés par la fondation.
L'argent gagné par les participants n'est pas inclus dans les classements mondiaux du golf professionnel, mais le tournoi est reconnu comme un événement lucratif non officiel par le PGA Tour. Depuis 2009, le tournoi délivre des points comptant pour le classement mondial.
En 2007, le montant total des prix du tournoi est de 5,75 millions de dollars, un chiffre similaire à de nombreux tournois du PGA Tour auxquels participent une moyenne de 150 joueurs. Le premier prix atteignait 1 million en 2014. Tiger Woods offre en général ses gains à sa fondation.
Le tournoi est précédé d'une compétition dite « pro-am », dans laquelle s'affronte des équipes composées de golfeurs professionnels et amateurs. Le Hero World Challenge Pro-Am est en général organisé deux jours avant le premier tour du tournoi professionnel. Une première compétition « pro-am » a lieu le premier jour, tandis que la compétition Official Pro-Am se déroule lors du deuxième jour. L'accès aux compétitions « pro-am » est limité aux partenaires du tournoi et fermé au public.

## Histoire
En 1999, l'année de sa création, le tournoi avait lieu au Grayhawk Golf Club à Scottsdale, en Arizona. Entre 2000 et 2013, l'événement a pris place au Sherwood Country Club, un parcours dessiné par Jack Nicklaus à Thousand Oaks, en Californie.
En 2008, Woods ne participe pas au tournoi en raison d'une opération au genou à la suite de sa victoire à l'US Open 2008. Il ne participe pas non plus à l'édition 2009 car, des raisons personnelles le tiennent éloigné du golf et revient en 2010. Il remporte l'édition 2011 avec un score de moins 10, battant Zach Johnson. Cette victoire est sa première sur un terrain de golf depuis le JBWere Masters en 2009. 
Le terrain de golf Albany Development aux Bahamas a été choisi en 2015 pour héberger le tournoi pour une durée d'au moins trois ans. 

### Dénomination du tournoi
Le tournoi est appelé Chevron World Challenge entre 2008 et 2011. Il a également été connu sous les noms de Williams World Challenge et Target World Challenge. Il porte depuis 2014 le nom de son sponsor titre, la Hero Motor Corp.

## Couverture médiatique
Le premier World Challenge a été retransmis par les chaînes USA Network et NBC Sports. De 2000 à 2006, la retransmission est assurée par USA Network et ABC Sports. Depuis 2007, le tournoi est diffusé par Golf Channel et NBC. 

## Vainqueurs
| Année | Vainqueur                                        | Pays                                             | Score                                            | Avance sur le deuxième                           | Deuxième                                         | Dotation (en $)                                  |
| ----- | ------------------------------------------------ | ------------------------------------------------ | ------------------------------------------------ | ------------------------------------------------ | ------------------------------------------------ | ------------------------------------------------ |
| 1999  | Tom Lehman                                       | États-Unis                                       | 267 (-13)                                        | 3 coups                                          | David Duval                                      | 1 000 000                                        |
| 2000  | Davis Love III                                   | États-Unis                                       | 266 (-22)                                        | 2 coups                                          | Tiger Woods                                      | 1 000 000                                        |
| 2001  | Tiger Woods                                      | États-Unis                                       | 273 (-15)                                        | 3 coups                                          | Vijay Singh                                      | 1 000 000                                        |
| 2002  | Pádraig Harrington                               | Irlande                                          | 268 (-20)                                        | 2 coups                                          | Tiger Woods                                      | 1 000 000                                        |
| 2003  | Davis Love III                                   | États-Unis                                       | 277 (-11)                                        | 2 coups                                          | Tiger Woods                                      | 1 200 000                                        |
| 2004  | Tiger Woods                                      | États-Unis                                       | 268 (-16)                                        | 2 coups                                          | Padraig Harrington                               | 1 250 000                                        |
| 2005  | Luke Donald                                      | Angleterre                                       | 272 (-16)                                        | 2 coups                                          | Darren Clarke                                    | 1 300 000                                        |
| 2006  | Tiger Woods                                      | États-Unis                                       | 272 (-16)                                        | 4 coups                                          | Geoff Ogilvy                                     | 1 350 000                                        |
| 2007  | Tiger Woods                                      | États-Unis                                       | 266 (-22)                                        | 7 coups                                          | Zach Johnson                                     | 1 350 000                                        |
| 2008  | Vijay Singh                                      | Fidji                                            | 277 (-11)                                        | 1 coup                                           | Steve Stricker                                   | 1 350 000                                        |
| 2009  | Jim Furyk                                        | États-Unis                                       | 275 (-13)                                        | 1 coup                                           | Graeme McDowell                                  | 1 350 000                                        |
| 2010  | Graeme McDowell                                  | Irlande du Nord                                  | 272 (-16)                                        | Playoff                                          | Tiger Woods                                      | 1 200 000                                        |
| 2011  | Tiger Woods                                      | États-Unis                                       | 278 (-10)                                        | 1 coup                                           | Zach Johnson                                     | 1 200 000                                        |
| 2012  | Graeme McDowell                                  | Irlande du Nord                                  | 271 (-17)                                        | 3 coups                                          | Keegan Bradley                                   | 1 000 000                                        |
| 2013  | Zach Johnson                                     | États-Unis                                       | 275 (-13)                                        | Playoff                                          | Tiger Woods                                      | 1 000 000                                        |
| 2014  | Jordan Spieth                                    | États-Unis                                       | 262 (-26)                                        | 10 coups                                         | Henrik Stenson                                   | 1 000 000                                        |
| 2015  | Bubba Watson                                     | États-Unis                                       | 263 (-25)                                        | 3 coups                                          | Patrick Reed                                     | 1 000 000                                        |
| 2016  | Hideki Matsuyama                                 | Japon                                            | 270 (-18)                                        | 2 coups                                          | Henrik Stenson                                   | 1 000 000                                        |
| 2017  | Rickie Fowler                                    | États-Unis                                       | 270 (-18)                                        | 4 coups                                          | Charley Hoffman (en)                             | 1 000 000                                        |
| 2018  | Jon Rahm                                         | Espagne                                          | 268 (-20)                                        | 4 coups                                          | Tony Finau                                       | 1 000 000                                        |
| 2019  | Henrik Stenson                                   | Suède                                            | 270 (-18)                                        | 1 coup                                           | Jon Rahm                                         | 1 000 000                                        |
| 2020  | Non disputé en raison de la pandémie de Covid-19 | Non disputé en raison de la pandémie de Covid-19 | Non disputé en raison de la pandémie de Covid-19 | Non disputé en raison de la pandémie de Covid-19 | Non disputé en raison de la pandémie de Covid-19 | Non disputé en raison de la pandémie de Covid-19 |
| 2021  | Viktor Hovland                                   | Norvège                                          | 270 (-18)                                        | 1 coup                                           | Scott Scheffler                                  | 1 000 000                                        |
| 2022  | Viktor Hovland                                   | Norvège                                          | 272 (-16)                                        | 2 coups                                          | Scott Scheffler                                  | 1 000 000                                        |
| 2022  | Scott Scheffler                                  | États-Unis                                       | 268 (-20)                                        | 3 coups                                          | Sepp Straka                                      | 1 000 000                                        |